# Darnell Howard
Darnell Howard (Chicago, 25 juli 1905 – San Francisco, 2 september 1966) was een Amerikaanse jazzmuzikant (saxofoon, klarinet, viool) van de New Orleans jazz.

## Biografie
Darnell Howard was de zoon van muzikanten en speelde viool op 7-jarige leeftijd en leerde later ook de klarinet en saxofoon spelen. Hij begon professioneel te spelen als muzikant terwijl hij nog op school was in 1912. Van 1913 tot 1916 was hij in het John H. Wickcliffe Ginger Orchestra, ging hij naar New York in 1917 en speelde hij viool bij W.C. Handy in Memphis (Tennessee) in 1919, met wie hij ook opnam. In 1921 was hij bij Charles Elgar en in 1923 was hij bij James P. Johnson en kwam hij naar Europa met zijn revue Plantation Days. In 1924 was hij terug in Europa met de Singing Syncopators. Na deze tournee ging hij naar Chicago om in 1925/1926 met King Oliver te spelen in zijn Dixie Syncopators. Hij speelde ook met Carroll Dickerson en Erskine Tate en was in Shanghai met de New York Singing Syncopators (hij speelde daar ook met Teddy Weatherford). In 1928 was hij bij de Dixielanders van Jimmy Wade en had hij zijn eigen kwartet. In 1929/1930 was hij bij Dave Peyton. Van 1931 tot 1937 was Howard lid van het Earl Hines Orchestra. Hier speelde hij voornamelijk klarinet (Wolverine Blues, Darkness, 1934), maar ook altsaxofoon en viool (beïnvloed door Eddie South). Gedurende deze tijd nam hij ook op met Jimmy Blythe (1931), Roy Palmer en onder zijn eigen naam (1932).
In 1941 was hij kort bij Fletcher Henderson en Coleman Hawkins en leidde hij zijn eigen band in Chicago van 1943 tot 1945. In 1945 was hij in Californië met Kid Ory (Weary Blues, Maple Leaf Rag, Down Home Rag, 1944) en daarna weer in Chicago, waar hij onder andere speelde met Doc Evans. Van 1948 tot 1952 was hij bij Muggsy Spanier in Californië. Hij speelde toen kort met Bob Scobey en Jimmy Archey en was vervolgens van 1955 tot 1962 in de Dixieland-band van Earl Hines in San Francisco, die hij wegens ziekte verliet. Hij nam ook op met Don Ewell (1956/57), Baby Dodds, Miff Mole en Barbara Dane. In 1966 werd hij ziek tijdens een Europese tournee van de New Orleans All-Stars en stierf een paar maanden later in San Francisco. 
Het klarinetspel van Howard werd sterk beïnvloed door Jimmie Noone. Hij nam slechts één keer op onder zijn eigen naam, in 1950 in San Francisco met zijn Frisco Footwarmers (de band van Bob Scobey, die ook meespeelde).

## Overlijden
Darnell Howard overleed in september 1966 op 61-jarige leeftijd na een korte ziekte.